# ムラージュ

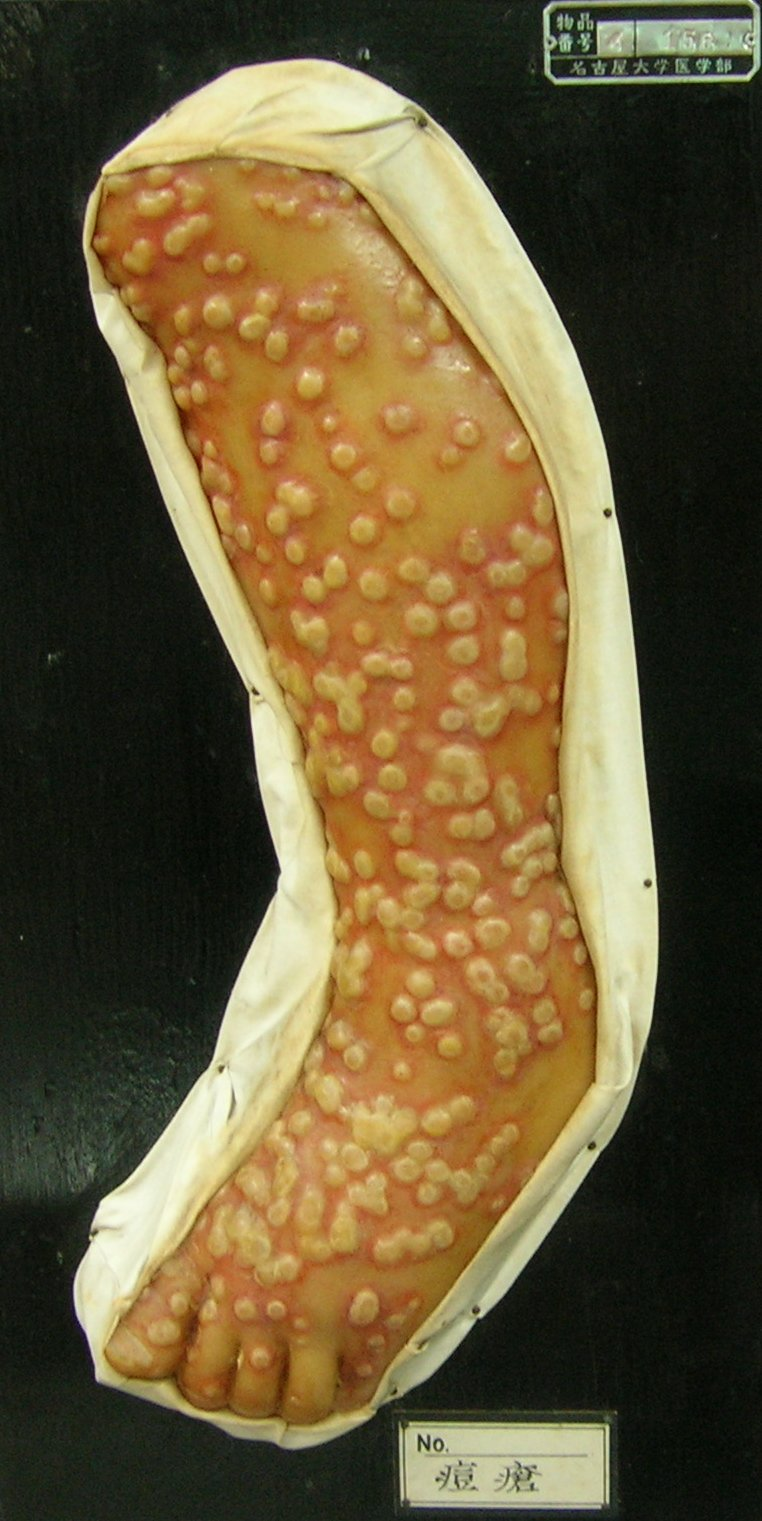
天然痘のムラージュ

ムラージュ（Moulage）は傷病の記録や医療教育に使用された模型などの呼称。

## ムラージュの歴史

### ヨーロッパにおける歴史
蝋製の模型の歴史は古いが、蝋製の解剖学的標本を作ったのはズンモ（Gaetano Guilio Zummo 1656-1701 後にズンボと改名）といわれる。彼はナポリの職人であったが、フローレンス、パリと移動、ルイ14世から解剖模型の独占権を得た。その後、何人かの作者がでたが、4000体以上の世界最大のコレクションを有するサン・ルイ病院(Hospital Saint-Louis)のジュール・バレッタ (Jules Baretta 1834-1923)が特に傑出している。彼は2000以上の作品をつくり、レジオン・ドヌール勲章のシュヴァリエ十字章を受賞した。彼は病院の屋根裏部屋に患者を入れ、病変の型をとったが、我慢してもらうために、真心のこもった会話をし、時にはピアノを弾き、歌をうたったといわれる。彼は自分の発明した釉薬を用いて蝋を何層も重ねたので、人々は透き通った皮膚の下に病変をみたと本当に信じたという。サン・ルイ病院の大きな博物館の集会場の周りの1階、2階にコレクションが並べてある。この病院では1958年までムラージュは作られた。
ヨーロッパの各地の皮膚科、日本の医科大学の皮膚科でも戦前においてムラージュは作られている。

### 日本における歴史
日本にムラージュの技術を伝えたのは東京大学初代皮膚科教授土肥慶蔵(1866-1931)である。彼が留学していたKaposiの紹介でHenningから製法を教わって1898年帰朝した。彼は伊藤有(いとうゆう 1864-1934)に技法を教授し、彼はまた努力して独特の製法を作りだしたという。彼は1910年のロンドンにおける日英博覧会で名誉大賞を得、そのごドレスデンでの万国衛生博覧会にも出品した。1910年には販売もしているが、広告によると一個18円（10個以上頼むと15円）とある。その後、後継者長谷川兼太郎や町田信治、ほかの制作者が出た。全国の医科大学皮膚科で広く教育に使われたし、一部は満州でも使われた。しかしカラーフィルムの普及に伴い、制作されなくなった。
多数保存している大学は、北海道大学（約200）千葉大学（800）、東京大学（490) 新潟大学（800)、金沢大学(219),名古屋大学 (500),京都大学 (500)、岡山大学 (9)、九州大学（50),長崎大学(多数）、熊本大学(63),札幌医大(50),京都府立大学(6)、慶應義塾大学(100以上）、東京医科大学(15),東京女子医大(85)、昭和大学(15) ムラージュの質の劣化が心配されている。その他ハンセン病療養所などにもあった。

## 収蔵・展示している博物館
- 東京大学総合研究博物館
- 北海道大学総合博物館
- 名古屋大学博物館
- スペーコラ美術館（イタリア・フィレンツェ）
- ドイツ衛生博物館（ドイツ語版）（ドイツ・ドレスデン）

## 文献
1. ↑  サン・ルイ病院のミュゼ 今泉孝 皮膚病診療 15,12,1092-1098,1993
2. ↑  皮膚疾患のムラージュ アンケート調査と史的展望 長門谷洋治 皮膚病診療 13,3,248-254,1991
3. ↑  Dermatologic Moulage in Japan Imaizumi T, Nagatoya Y International Journal of Dermatology 34,11,817-821,1995
4. ↑  図譜 残ったムラージュと消えたムラージュ 小野友道 Visual Dermatology 7,2,192-193,2008